# Гиттенс, Рамон
Рамон Гиттенс (англ. Ramon Gittens; род. 20 июля 1987, Бриджтаун, Барбадос) — легкоатлет из Барбадоса, специализирующийся в спринтерском беге. Бронзовый призёр чемпионата мира в помещении 2016 года в беге на 60 метров. Серебряный призёр Панамериканских игр 2015 года на дистанции 100 метров. Участник летних Олимпийских игр 2012 и 2016 годов.

## Биография
Младший в семье из четырёх братьев. Его талант в спринте тренеры обнаружили в 15 лет, когда Рамон впервые принял участие в школьных соревнованиях. Спустя полгода тренировок он установил личный рекорд 10,92 в беге на 100 метров и стал бронзовым призёром юношеского турнира CARIFTA Games.
На старте карьеры становился неоднократным призёром региональных соревнований. В 2006 году финишировал пятым на юниорском чемпионате мира на дистанции 200 метров.
После окончания школы переехал в США, где стал тренироваться и учиться бухгалтерскому учёту в Университете St. Augustine’s в Роли, штат Северная Каролина. Несмотря на постоянные травмы, в 2009 году отобрался на свой дебютный взрослый чемпионат мира, где выбыл из борьбы в беге на 100 и 200 метров ещё на стадии предварительных забегов.
Участвовал в Олимпийских играх 2012 года, но не смог пройти дальше первого раунда на 100-метровой дистанции. После этой неудачи задумывался о завершении карьеры, однако менеджер Иен Уикли убедил Рамона остаться в большом спорте.
Под руководством нового тренера, Патрика Джарретта, Гиттенс год спустя установил в беге на 100 метров личный рекорд 10,02 и стал полуфиналистом чемпионата мира. В 2014 году финишировал восьмым в финале Игр Содружества.
Первого крупного успеха добился в 2015 году, когда завоевал серебряную медаль Панамериканских игр на дистанции 100 метров, уступив только канадцу Андре Де Грассу 0,02 секунды. Месяц спустя был близок к выходу в финал чемпионата мира, оставшись на 12-м месте в итоговом протоколе с результатом 10,04.
Занял третье место на чемпионате мира в помещении 2016 года в беге на 60 метров, установив в финале национальный рекорд — 6,51. Эта медаль стала лишь второй для Барбадоса за всю историю проведения зимних мировых первенств.
Был знаменосцем своей страны на церемонии открытия Олимпийских игр 2016 года. В соревновательной части Игр не смог выйти в полуфинал ни на 100, ни на 200 метров.
В 2017 году на чемпионате мира вновь выбыл из борьбы за медали в первом же раунде соревнований (в беге на 100 метров и эстафете 4×100 метров).

## Основные результаты
| Год  | Турнир                                  | Место проведения          | Дисциплина       | Место       | Результат |
| ---- | --------------------------------------- | ------------------------- | ---------------- | ----------- | --------- |
| 2003 | Чемпионат мира среди юношей             | Шербрук, Канада           | 100 м            | — (1/2)     | DNS       |
| 2003 | Чемпионат мира среди юношей             | Шербрук, Канада           | 200 м            | — (1/2)     | DNS       |
| 2003 | Панамериканский чемпионат среди юниоров | Бриджтаун, Барбадос       | 100 м            | 12-е (заб.) | 11,03     |
| 2005 | Панамериканский чемпионат среди юниоров | Уинсор, Канада            | 100 м            | 8-е         | 10,73     |
| 2005 | Панамериканский чемпионат среди юниоров | Уинсор, Канада            | 200 м            | 8-е         | 21,59     |
| 2006 | Чемпионат мира среди юниоров            | Пекин, Китай              | 200 м            | 5-е         | 21,25     |
| 2007 | Панамериканские игры                    | Рио-де-Жанейро, Бразилия  | 200 м            | 14-е (1/2)  | 21,21     |
| 2009 | Чемпионат мира                          | Берлин, Германия          | 100 м            | 46-е (заб.) | 10,47     |
| 2009 | Чемпионат мира                          | Берлин, Германия          | 200 м            | 44-е (заб.) | 21,33     |
| 2011 | Панамериканские игры                    | Гвадалахара, Мексика      | 100 м            | 7-е (1/2)   | 10,37     |
| 2011 | Чемпионат мира                          | Тэгу, Южная Корея         | 100 м            | 24-е (заб.) | 10,42     |
| 2012 | Олимпийские игры                        | Лондон, Великобритания    | 100 м            | 39-е (заб.) | 10,35     |
| 2013 | Чемпионат мира                          | Москва, Россия            | 100 м            | 21-е (1/2)  | 10,31     |
| 2013 | Чемпионат мира                          | Москва, Россия            | эстафета 4×100 м | 15-е (заб.) | 38,94     |
| 2014 | Чемпионат мира по эстафетам             | Нассау, Багамские Острова | эстафета 4×100 м | 16-е (заб.) | 39,27     |
| 2014 | Чемпионат мира по эстафетам             | Нассау, Багамские Острова | эстафета 4×200 м | 4-е         | 1.21,88   |
| 2014 | Игры Содружества                        | Глазго, Великобритания    | 100 м            | 8-е         | 10,25     |
| 2015 | Чемпионат мира по эстафетам             | Нассау, Багамские Острова | эстафета 4×100 м | 10-е        | 38,70     |
| 2015 | Чемпионат мира по эстафетам             | Нассау, Багамские Острова | эстафета 4×200 м | 7-е (заб.)  | 1.22,86   |
| 2015 | Панамериканские игры                    | Торонто, Канада           | 100 м            | 2-е         | 10,07     |
| 2015 | Панамериканские игры                    | Торонто, Канада           | эстафета 4×100 м | 4-е         | 38,79     |
| 2015 | Чемпионат мира                          | Пекин, Китай              | 100 м            | 12-е (1/2)  | 10,04     |
| 2016 | Чемпионат мира в помещении              | Портленд, США             | 60 м             | 3-е         | 6,51      |
| 2016 | Олимпийские игры                        | Рио-де-Жанейро, Бразилия  | 100 м            | 32-е (заб.) | 10,25     |
| 2016 | Олимпийские игры                        | Рио-де-Жанейро, Бразилия  | 200 м            | 41-е (заб.) | 20,58     |
| 2017 | Чемпионат мира по эстафетам             | Нассау, Багамские Острова | эстафета 4×100 м | 2-е         | 39,18     |
| 2017 | Чемпионат мира                          | Лондон, Великобритания    | 100 м            | 24-е (заб.) | 10,24     |
| 2017 | Чемпионат мира                          | Лондон, Великобритания    | эстафета 4×100 м | 14-е (заб.) | 39,19     |